# Nicolas Levet
Pour les articles homonymes, voir Levet.
Nicolas Henry Levet est un homme politique français né le  26 décembre 1798 (6 nivôse de l'an VII) à Montbrison (Loire) et décédé le 12 février 1869 à Montbrison.

## Biographie
Fils de Joseph Levet, officier de santé, et de Catherine Sophie Privat, Nicolas Henry Levet nait le 6 nivôse an VII (26 décembre 1798) à Montbrison.
Il épouse, le 21 novembre 1831, à Usson-en-Forez, Jeanne Marie Henria Demasles, fille de Pierre Clément Demasles, notaire à Usson-en-Forez, et de Jeanne Marie Angèle d'Aurelle, avec laquelle il eut deux enfants : Joséphine Clémence et Jean Georges Angèle.
Il décède le 12 février 1869, en son domicile situé sur la commune de Montbrison, boulevard Lachèze.

## Carrière
Après des études de droit, il s'inscrit au barreau de Montbrison.
Avocat, il occupe, en 1831, les fonctions de secrétaire général de la préfecture de la Loire, et celles de conseiller de préfecture, en 1835. Il est député de la Loire de 1848 à 1851, siégeant à droite. Il occupe également les fonctions de sous-préfet de Grasse où il réside jusqu'en 1860. Il est admis à la retraite comme sous-préfet, en 1861.

## Décoration
Par décret en date du 22 août 1858, il est nommé Chevalier de la Légion d'Honneur, en sa qualité d'ancien sous-préfet.

## Sources
- « Nicolas Levet », dans Adolphe Robert et Gaston Cougny, Dictionnaire des parlementaires français, Edgar Bourloton, 1889-1891 [détail de l’édition]
- Archives départementales de la Loire (3NUMEC1/3E148_36-1869),
- Base Léonore (dossier LH/1627/43)